# Метод Гітторфа
Метод Гітторфа (рос. метод Гитторфа, англ. Hittorf method) — в електрохімії — метод визначення числа переносу. Електроліз провадять у тривідсіковій чарунці, де просторово розділені центральна частина, катодний та анодний простори, і зміни концентрацій в анодному та катодному просторах використовуються для вирахування чисел переносу. Концентрація в центральній частині повинна залишатися незмінною.